# Теренс Сміт (яхтсмен)
Теренс Сміт (англ. Terence Smith, 18 жовтня 1932 — вересень 2021) — британський яхтсмен.
Бронзовий призер Олімпійських Ігор 1956 року в класі Шарпі.